# Овсянников, Василий Петрович
Василий Петрович Овсянников (род. 20 сентября 1960) — советский и российский певец (баритон), музыкальный педагог. Лауреат международных и всесоюзных музыкальных конкурсов. Народный артист Российской Федерации (2003). Профессор кафедры сольного народного пения Московского государственного университета культуры и искусств.  

## Биография
Василий Петрович Овсянников родился 20 сентября 1960 года в селе Усох Трубчевского района Брянской области. Завершив обучение в восьми классах средней школы, поступил обучаться в профессиональное техническое училище, стал получать профессию автомобилист. Позже стал обучаться в Брянском музыкальном училище. С 1983 года стал работать в различных профессиональных русских хорах. Музыкальное образование завершил в государственной Астраханской консерватории. 
В 1994 году Овсянников обладая красивым голосом покорил жюри II Всероссийского телерадиоконкурса исполнителей народной песни «Голоса России», который проходил в Смоленске, и стал его лауреатом I премии. После такого успеха, певец стал активно сотрудничать с Национальным академическим оркестром народных инструментов России имени Н. Осипова. Большое количество гастролей провёл артист, выступал и в городах России и в зарубежных странах. 
В репертуаре исполнителя Василия Овсянникова – песни военных лет, романсы, произведения композиторов-классиков, русские народные песни, песни советских и российских авторов. На его счет более пяти тысяч вокальных композиций когда-либо исполненных им. 
В настоящее время артист занимается преподавательской деятельностью, работает в должности профессора кафедры сольного народного пения Московского государственного университета культуры и искусств. 
Проживает и работает в Москве.

## Награды и звания
- 04.08.1995 — «Заслуженный артист Российской Федерации»[5].
- 19.05.2003 — «Народный артист Российской Федерации»[6].
- 2019 — «Национальная премия «Имперская культура» имени Эдуарда Володина»[7].